# مدرسه خصوصی (فیلم)
«مدرسه خصوصی» (انگلیسی: Private School (film)) فیلمی در ژانر کمدی رمانتیک و رمانتیک است که در سال ۱۹۸۳ منتشر شد.

## بازیگران
- فوبه کیتس
- بتسی راسل
- متیو موداین
- سیلویا کریستل
- کاتلین ویلهویت
- ری والستن
- جاناتان پرینس
- فرانسیس بای